# Schloss Bartenau

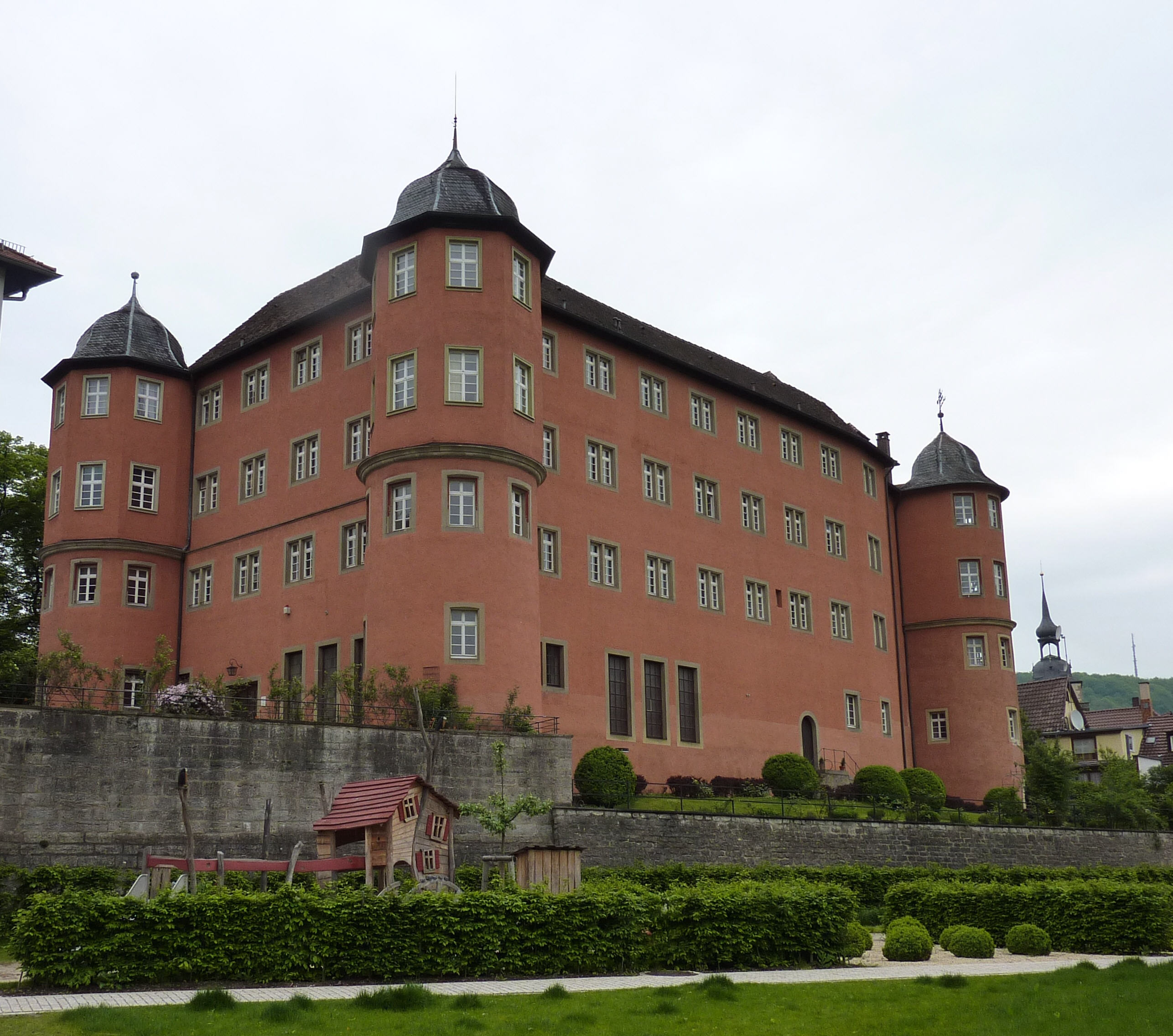
Schloss Bartenau

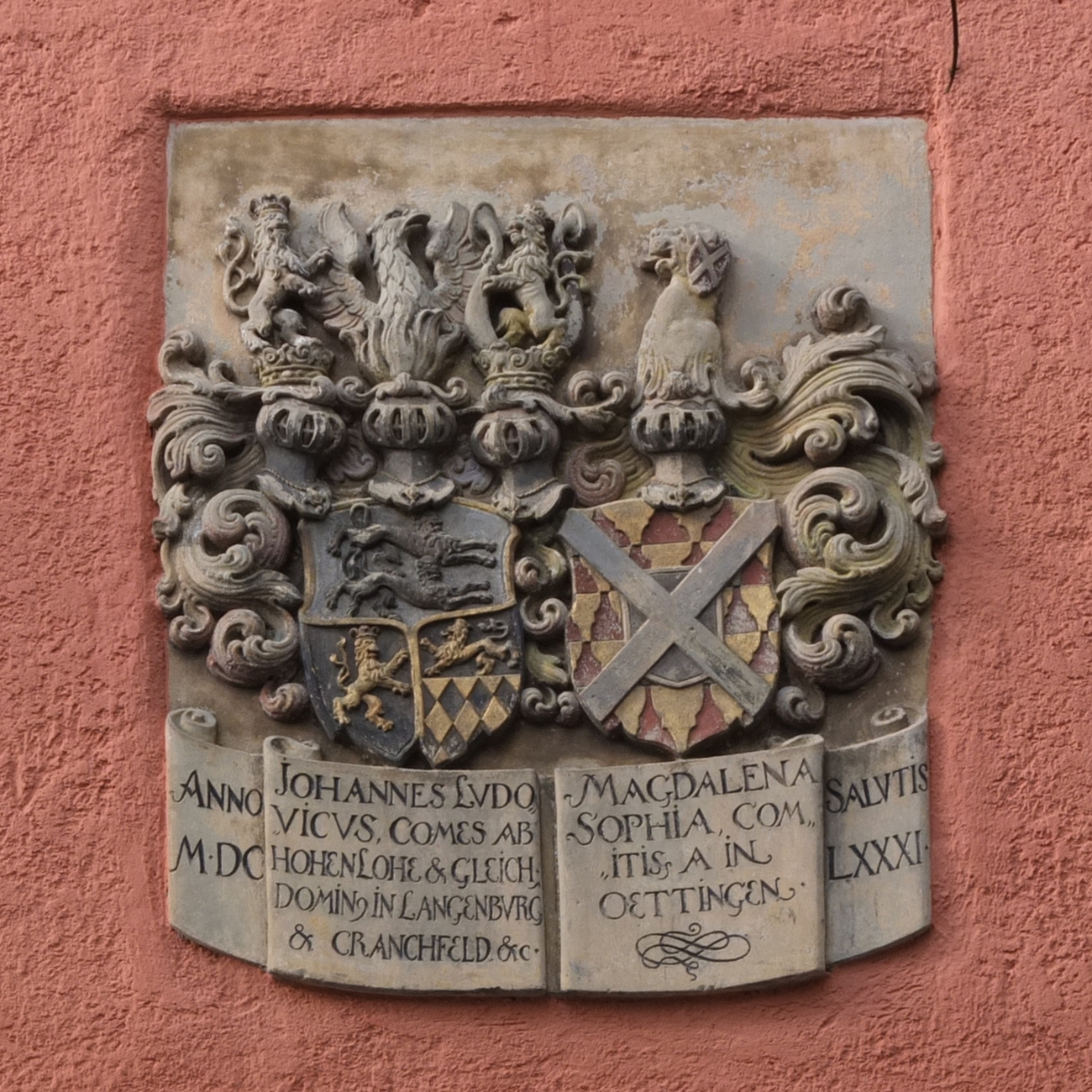
Wappen des Bauherren Johann Ludwig von Hohenlohe

Das Schloss Bartenau ist ein Schloss in Künzelsau im Nordosten Baden-Württembergs.

## Geschichte
Das adlige Geschlecht von Stein ist in Künzelsau ab dem 11. Jahrhundert belegt. Nachdem diese ausstarben, erbten deren Verwandte, so die Herren von Künzelsau und die Herren von Bartenau, die Hinterlassenschaft derer von Stein. Die von Künzelsau erbauten um 1248 ihre Burg Kunzelsawe. Nachdem 1341 die Künzelsau ausstarben, wurde aus deren Wohnsitz die Burg Bartenau. Als auch die Herren von Bartenau ausstarben, erbten im Jahre 1390 die Herren von Stetten die Burg, die sie 1484 teilweise an das Erzbistum Mainz veräußerten. 
1493 wurde durch einen Burgfriedensvertrag die „Ganerbenschaft“, also die gemeinsame Verwaltung von Künzelsau durch verschiedene Landesherren, vertraglich geregelt. Das galt auch für die Bartenau. Erst gegen 1600 gelang es den Herren von Hohenlohe, sich durch Kauf und Tausch den Besitz der gesamten Burganlage zu sichern. Nach den Wirren des Dreißigjährigen Krieges wurde 1679 bis 1681 schließlich von Johann Ludwig von Hohenlohe ein dreistöckiges Schloss im Renaissancestil errichtet, dessen Grundriss der heutigen Anlage schon sehr ähnlich war und welches schon die vier charakteristischen Ecktürme besaß. Bis zur Schulgründung erfolgte 200 Jahre lang kein nennenswerter Ausbau, der Besitz wechselte zwischen verschiedenen Linien der Grafen von Hohenlohe. Schließlich verkaufte das Haus Hohenlohe-Öhringen das teils verwahrloste Schloss 1871 an den Staat Württemberg. Jetzt wurde investiert, renoviert und gebaut, damit das Schloss und die umliegenden Gebäude dem Schulbetrieb gerecht werden konnten.
Heute ist darin das Schlossgymnasium Künzelsau, ein staatliches Aufbaugymnasium mit Internat, untergebracht.